# Velký Třebešov
Velký Třebešov é uma comuna checa localizada na região de Hradec Králové, distrito de Náchod‎.